# Араре (1937)
Араре (яп. 霰, Arare, "Град") — ескадрений міноносець Імперського флоту Японії, який брав участь у Другій світовій війні.
Корабель, який став дев'ятим (за датою закладання) серед есмінців типу «Асасіо», спорудили 1937 року на верфі ВМФ у Майдзуру.

## Історія служби

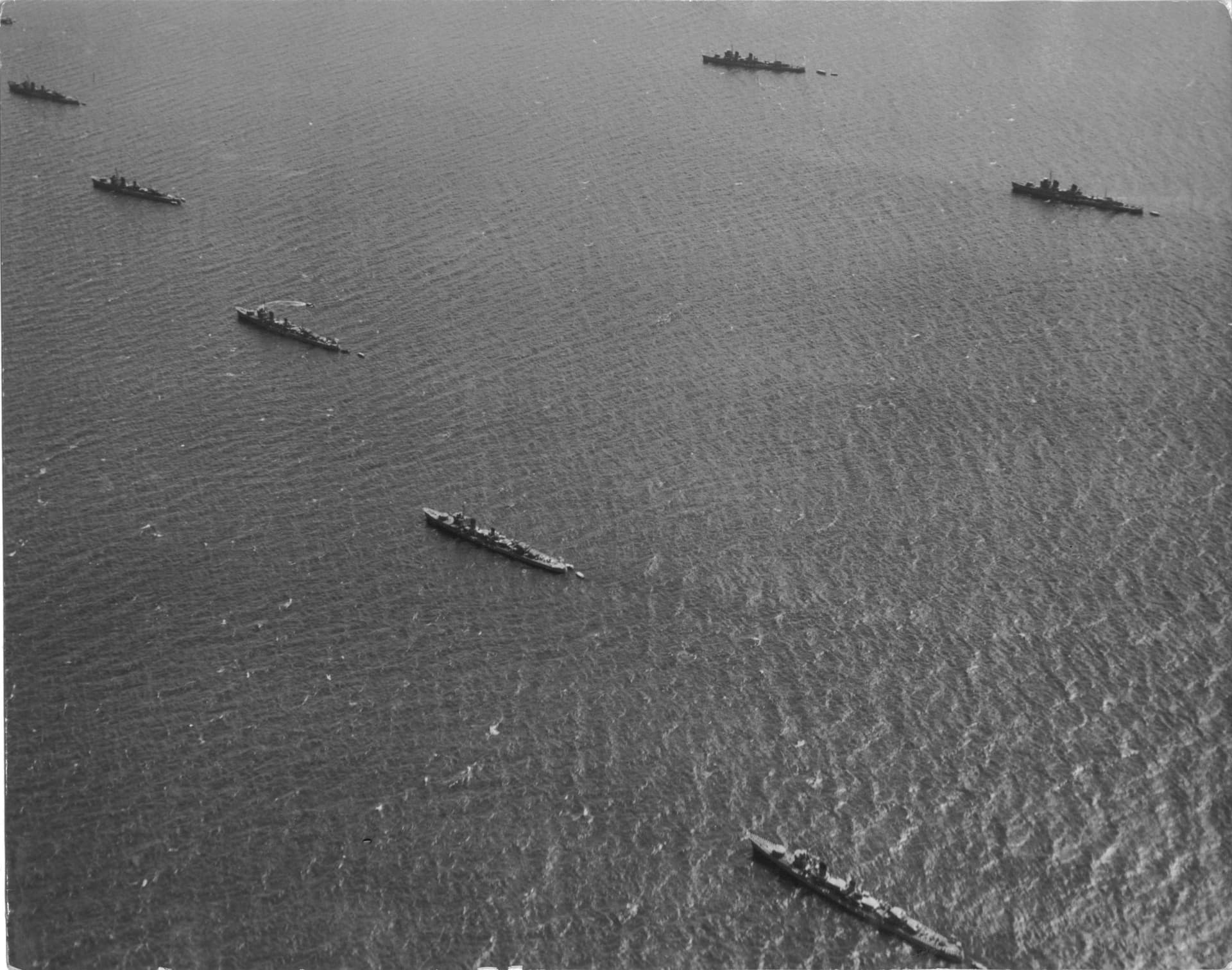
Японські есмінці стали на якорі біля Йокогами під час огляду флоту 11 жовтня 1940. «Араре» – другий найближчий до камери корабель.

На момент вступу Японії до Другої світової війни «Араре» належав до 18-ї дивізії ескадрених міноносців, яка в межах підготовки до нападу на Перл-Гарбор перейшла 18—22 листопада з Саєкі (острів Кюсю) до острова Еторофу (Ітуруп) в Курильському архіпелазі. Звідси кораблі дивізії вирушили у складі охорони ударного авіаносного з'єднання адмірала Тюїті Наґумо, яке під час переходу поповнювало запаси від низки танкерів. 5 грудня 2-й загін постачання (3 танкери) провів останнє бункерування, після чого рушив під охороною «Араре» до району очікування, в якому мав зустрітися з бойовими кораблями на їхньому зворотному шляху після удару по Перл-Гарбору. 24 грудня «Араре» прибув до Куре.
8—14 січня 1942-го «Араре» здійснив перехід разом зі з'єднанням із 4 авіаносців до атола Трук у центральній частині Каролінських островів (ще до війни тут створили потужну базу японського ВМФ, з якої до лютого 1944-го провадили операції в цілому ряді архіпелагів). Метою походу була підтримка вторгнення до архіпелагу Бісмарка, в межах якої 17 січня з'єднання полишило Трук та попрямувало на південь, завдавши 20 січня авіаудару по Рабаулу на острові Нова Британія (після швидкого захоплення японським десантом тут створять головну передову базу, з якої наступні два роки провадитимуться операції на Соломонових островах та сході Нової Гвінеї). Після цього угруповання розділилось і «Араре» входив до ескорту авіаносців «Акагі» та «Кага», які прикривали висадку в архіпелазі Бісмарка, а 27 числа повернулись на Трук.
1 лютого 1942-го «Араре» вийшов у складі охорони трьох авіаносців (один напередодні відбув у Японію по нові літаки), які безуспішно спробували наздогнати американську авіаносну групу, що 1 лютого завдала удару по Маршаллових островах, а потім попрямували на Палау (важлива база на заході Каролінських островів). 9—13 лютого «Араре» разом зі ще одним есмінцем ескортував авіаносець «Дзуйкаку» з Палау до Йокосуки, а 17—24 березня він та ще два есмінці провели авіаносці «Дзуйкаку» та «Сьокаку» до затоки Старінг-Бей на південно-східному півострові острова Целебес (Сулавесі). Тут збирались всі сили ударного авіаносного з'єднання (за виключенням авіаносця «Кага», який після навігаційної аварії був вимушений проходити ремонт у Японії) для рейду в Індійський океан.
27 березня вся 18-та дивізія ескадрених міноносців рушила зі Старінг-Бей, виконуючи завдання з охорони ударного з'єднання. 9 квітня японські авіаносці провели останній великий бій цієї операції і невдовзі з'єднання попрямувало до Японії для відновлювального ремонту ряду основних кораблів. 23 квітня «Араре» досягнув Куре, де став на нетривалий доковий ремонт.
21—25 травня 1942-го в межах підготовки операції проти атола Мідвей «Араре» разом з іншими есмінцями 18-ї (а також 15-ї та 16-ї) дивізії пройшов з Куре на острів Сайпан (Маріанські острови), звідки вони вийшли 28 травня супроводжуючи транспорти з військами. Катастрофічна поразка авіаносного з'єднання в битві 4—5 червня під Мідвеєм призвела до скасування операції, після чого «Араре» прибув на Трук. 17—23 червня 1942-го есмінці 18-ї дивізії пройшли з Труку до Куре, супроводжуючи важкі крейсери «Кумано» і «Судзуя».
28 червня Арара те ще два есмінці дивізії «Касумі» та «Сірануі» розпочали ескортування гідроавіаносця «Тійода» у транспортному рейсі з Йокосуки до острова Киска (Алеутські острови), який кілька тижнів тому був зайнятий в межах загальної Мідвейсько-Алеутської операції. 4 липня загін прибув до місця призначення.
Вночі 5 липня за кілька кілометрів від гавані Киски американський підводний човен «Граулер» атакував есмінці та в підсумку зміг поцілити всі три. На «Араре» після влучання торпеди стався вибух і есмінець швидко затонув, загинуло 104 члени екіпажу. «Касумі» та «Сірануі» залишились на плаву, проте потрапили у тривалий ремонт.